# Silvio Santoni
Silvio Santoni (20 de julio de 1964) es un deportista italiano que compitió en vela en la clase Star. Ganó una medalla de plata en el Campeonato Europeo de Star de 1996.

## Palmarés internacional
| \| Campeonato Europeo \| Campeonato Europeo \| Campeonato Europeo \| Campeonato Europeo \| \| Año \| Lugar \| Medalla \| Clase \| \| ------------------ \| ------------------------ \| ------------------ \| ------------------ \| \| 1996 \| Medemblik (Países Bajos) \| Medalla de plata \| Star \| |                          |                  |       |
| Campeonato Europeo |                          |                  |       |
| Año | Lugar                    | Medalla          | Clase |
| 1996 | Medemblik (Países Bajos) | Medalla de plata | Star  |